# رحيل العلي بن دحمان
نعيمة بن دحمان المعروفة باسمها الأدبي رحيل العلي بن دحمان, وهي روائية وكاتبة جزائرية. ولدت في منطقة جبلية ببلدية «ثنية النّصر»  من ولاية برج بوعرريج بالجزائر في 18 فبراير شباط 1968للميلاد.

## مؤلفاتها
- بدأت مسيرتها الأدبية منذ أربعة أعوام أصدرت خلالها ستّة أعمال بالتّحديد في العام 2017.
- تميزت بأسلوبها السهل الممتنع فكتبت مجموعتها القصصية الأولى: «حديث الرّوح» الصّادرة في 2018.
- رواية «أنام لأحلم»  الصّادرة في 2019.
- مجموعتها القصصية «غرفتي وأشياء أخرى», وكتيّب في أدب الرّسائل تقمّصت فيه روح مي زيادة «كنت ذات يوم مي زيادة» والصّادرتان في نفس العام.
- رواية «المنفيون» الّتي حصلت بها على المرتبة الأولى في مهرجان «همسة الدّولي» بالقاهرة كأفضل رواية عربية لعام 2020.
- وصدر لها مؤخرا رواية «في بيتي مخيّم». الّتي من خلالها اجتازت بوابة بعدية لتجد نفسها في عالم موازي والذي هو مخيم فلسطيني والّذي قابلت فيه الشاب اللاجئ عبده.

## من أجمل ما كتبت
- «واني انفصلت عن ذاتي لأتامّلني من بعيد، وأستغرب كيف أنّني ما زلت أمتلك الشّغف..وإنّي أعتذر لقلبي المنتفخ بالألم.. لا مكان يلائمك حيثما رحلت، ولا قلب يحتويك فلا أحد يشبهك»[1]

كانت الكاتبة ولا تزال محقّة فلا أحد يشبهها. لأنّك عندما تعيش الواقع ولا تنقله بإحساس يصل للآخر بسلاسة وسهولة لن تعدّ كاتبا ناجحا.
- كتبت رحيل العلي بن دحمان عن تجاربها وعن تجارب الآخرين ولم تحتج لأن تكون فيلسوفة بالفعل فالحياة والتّأمل والتفاعل مع مآسي الآخرين سيجعل منك فيلسوفا حتما.
- كتبت عن المنفيين في كلدونيا الجديدة بكل تلقائية وواقعية بحكم أنّها شأنها شأن غالبية الشعب الجزائري من أسرة ثورية فجدّها الشّهيد «علي بن دحمان» عذّبته الطغمة الغاشمة في بدايات الحرب التحريرية واستشهد تحت التعذيب العام 1957 وحمله الخونة على ظهر الحمار جثّة هامدة هو ثلاثة شبان آخرين إلى وجهة غير معلومة ولا يعرف له قبر لحدّ الآن.

من أجمل ما كتبت في رواية «أنام لأحلم»:
- " تعالي أخبرك كيف يكون المساء خاليا من دبيب الحياة حين تغيبين يا صديقتي:

أجنح للحزن، فأطفئ سراجي، وأخاصم النجوم والقمر.. أحتاجك جدا، فانّي الآن صرت ألاحق ظلّك في حلمي.. أراني وحيدة أتوسّد الرّمل، وألتحف السّماء..هل تؤمنين بصدقي في محبتك؟ إن لم يكن كذلك فانصتي لتردّد خافقي، واقرئيني بين الكلمات."
- درّست اللغة العربية بالابتدائية ومن ثمّ خاضت تجربة تعليم الكبار وتعليم ذوي الاحتياجات الخاصة من فاقدي البصر بالفرنسية..تقول الكاتبة رحيل العلي بن دحمان لاحقا:

«من غرفتي رأيت العالم بشكل أوضح وأفضل»

## تكريم الكاتبة رحيل العلى بن دحمان من الجزائر في مهرجان همسة الدولى 2020
تكريم الكاتبة رحيل العلى بن دحمان من الجزائر في مهرجان همسة الدولى 2020 عن رواية المنفيون

## وصلات خارجية
رحيل العلي بن دحمان على اليوتوب